# Mittelschule Kirchberg an der Raab
Das MS Kirchberg an der Raab ist eine Mittelschule in Kirchberg an der Raab.

## Architektur und Gebäude
Die Schule verfügt über eine Bibliothek und einen Turnsaal.

## Pädagogische Arbeit, Ausstattung und Angebote

### Schwerpunkt Computer
Die Laptopklassen an der Schule bieten eine grundlegende Allgemeinbildung mit Neuen Medien (Computer, Laptop …).
Die Schule ist „eEducation Austria Expert-Schule“, das heißt, dass Computer in allen Gegenständen eingesetzt und genutzt werden und zwar immer dann, wenn dadurch das Lernen erleichtert wird.
Auf jeder Schulstufe wird eine Stunde Unterricht in Informatik und eine Stunde Unverbindliche Übung Informatik angeboten.

### Schwerpunkt Musik
Die Musikmittelschule ist eine Sonderform der Mittelschule.
Im Musik-, Instrumental- und Ensembleunterricht wird ein vertiefter, weiterführender und selbstständiger Umgang mit Musik vermittelt.
Dabei setzen sich die Schüler aktive Auseinandersetzung mit möglichst vielen musikalischen Bereichen auseinander.
Durch die verstärkte Beschäftigung mit Musik sollen auch personale, soziale und kommunikative Kompetenzen gefördert werden.
An der Schule werden diese Kompetenzen vor allem durch gemeinsames Musizieren im Ensemble und im Klassenchor, durch öffentliche Auftritte und durch spezielle Veranstaltungen entwickelt.
In der 2. Klasse wird ein Musical, an dem auch der Chor der 1. Musikklasse mitwirkt aufgeführt.

### Sprachen
In der 3. und 4. Klasse wird den Schülern eine Sprachenschiene angeboten, in der alternativ zwischen Französisch, Italienisch und Englisch-vertiefend gewählt werden kann.
Die Schüler besuchen über zwei Jahre die Sprachstunde verpflichtend im Ausmaß von einer Wochenstunde und haben so die Möglichkeit, eine zweite lebende Fremdsprache kennenzulernen oder sich in der englischen Sprache zu vertiefen.
Zu Schulbeginn startet die Ganztagsbetreuung im Schulzentrum. Eine Gruppe von 17 Schülern der Volksschule und Mittelschule werden von 11:30 Uhr bis 17:00 Uhr betreut.
Zusätzlich gibt es jeden Tag von 14:00 Uhr bis 15:00 Uhr eine Lernbetreuung durch Pädagogen der Volksschule bzw. der Mittelschule.
Im Jahr 2015 wurde die Schule mit dem Österreichischen Schulpreis in der Kategorie Lesekompetenz mit dem 3. Platz ausgezeichnet.